# Death in High Heels
Death in High Heels è un film del 1947 diretto da Lionel Tomlinson e basato sul romanzo La morte ha i tacchi alti di Christianna Brand. Interpreti principali del film sono Don Stannard, Elsa Tee e Veronica Rose.
Prodotto dalla Hammer Films, si tratta del primo film realizzato dalla casa di produzione dopo una pausa durata più di dieci anni. L'ultimo film girato dalla Hammer era infatti stato The Bank Messenger Mystery del 1936.

## Trama
In un negozio lussuoso di abbigliamento di Bond Street, una donna viene avvelenata. Il detective Charlesworth, chiamato ad indagare sul delitto, sospetta di tutti i dipendenti del negozio e scopre che Magda Doon, la vittima, non era la vittima predestinata. Le sue indagini porteranno alla luce una rete di menzogne e di inganni.